# Liste der Bodendenkmäler in Pegnitz
Auf dieser Seite sind die Bodendenkmäler in der oberfränkischen Stadt Pegnitz zusammengestellt. Diese Tabelle ist eine Teilliste der Liste der Bodendenkmäler in Bayern. Grundlage ist die Bayerische Denkmalliste, die auf Basis des Bayerischen Denkmalschutzgesetzes vom 1. Oktober 1973 erstmals erstellt wurde und seither durch das Bayerische Landesamt für Denkmalpflege geführt wird. Die folgenden Angaben ersetzen nicht die rechtsverbindliche Auskunft der Denkmalschutzbehörde.

## Bodendenkmäler der Gemeinde Pegnitz

### Gemarkung Bronn
| Lage             | Objekt | Akten-Nr.     | Bild |
| ---------------- | --- | ------------- | ---- |
| Bronn (Standort) | Grabhügel vorgeschichtlicher Zeitstellung. | D-4-6234-0065 |      |
| Bronn (Standort) | Grabhügel vorgeschichtlicher Zeitstellung. | D-4-6234-0066 |      |
| Bronn (Standort) | Grabhügel vorgeschichtlicher Zeitstellung. | D-4-6234-0067 |      |
| Bronn (Standort) | Siedlung vor- und frühgeschichtlicher Zeitstellung. | D-4-6234-0164 |      |
| Bronn (Standort) | Vorgängerbau sowie Befunde des Mittelalters und der frühen Neuzeit im Bereich der Evangelisch-Lutherischen Pfarrkirche St. Katharina und St. Jakobus von Bronn. | D-4-6234-0200 |      |

### Gemarkung Buchau
| Lage              | Objekt | Akten-Nr.     | Bild |
| ----------------- | --- | ------------- | ---- |
| Buchau (Standort) | Archäologische Befunde des Mittelalters und der frühen Neuzeit im Bereich der Evangelisch-Lutherischen Filialkirche St. Anna von Buchau. | D-4-6235-0022 |      |

### Gemarkung Büchenbach
| Lage                  | Objekt | Akten-Nr.     | Bild |
| --------------------- | --- | ------------- | ---- |
| Büchenbach (Standort) | Grabhügel vorgeschichtlicher Zeitstellung. | D-4-6135-0021 |      |
| Büchenbach (Standort) | Grabhügel der Hallstattzeit. | D-4-6135-0023 |      |
| Büchenbach (Standort) | Bergbauareal vor- und frühgeschichtlicher Zeitstellung. | D-4-6135-0117 |      |
| Büchenbach (Standort) | Grabhügel vorgeschichtlicher Zeitstellung, daraus Funde der Hallstattzeit.                                                                                 | D-4-6234-0047 |      |
| Büchenbach (Standort) | Grabhügel vorgeschichtlicher Zeitstellung. | D-4-6234-0048 |      |
| Büchenbach (Standort) | Grabhügelfeld vorgeschichtlicher Zeitstellung mit Bestattungen der Hallstattzeit und der Frühlatènezeit sowie Funden der Bronzezeit, großflächig überbaut. | D-4-6235-0001 |      |
| Büchenbach (Standort) | Mittelalterlicher Burgstall. | D-4-6235-0002 |      |
| Büchenbach (Standort) | Pingenfeld vor- und frühgeschichtlicher oder mittelalterlicher Zeitstellung.                                                                               | D-4-6235-0003 |      |
| Büchenbach (Standort) | Vorgängerbau sowie Befunde des Mittelalters und der frühen Neuzeit im Bereich der Katholischen Pfarrkirche St. Vitus von Büchenbach.                       | D-4-6235-0027 |      |

### Gemarkung Elbersberg
| Lage                  | Objekt                                     | Akten-Nr.     | Bild |
| --------------------- | ------------------------------------------ | ------------- | ---- |
| Elbersberg (Standort) | Grabhügel vorgeschichtlicher Zeitstellung. | D-4-6234-0077 |      |

### Gemarkung Hainbronn
| Lage                 | Objekt                                                                                     | Akten-Nr.     | Bild |
| -------------------- | ------------------------------------------------------------------------------------------ | ------------- | ---- |
| Hainbronn (Standort) | Grabhügel vorgeschichtlicher Zeitstellung.                                                 | D-4-6235-0006 |      |
| Hainbronn (Standort) | Mittelalterlicher Burgstall.                                                               | D-4-6235-0007 |      |
| Hainbronn (Standort) | Mittelalterlicher ebenerdiger Ansitz.                                                      | D-4-6235-0008 |      |
| Hainbronn (Standort) | Streckenabschnitt der mittelalterlichen bis frühneuzeitlichen Altstraße Sächsische Straße  | D-4-6235-0055 |      |
| Hainbronn (Standort) | Streckenabschnitt der mittelalterlichen bis frühneuzeitlichen Altstraße Sächsische Straße. | D-4-6235-0056 |      |
| Hainbronn (Standort) | Siedlung vor- und frühgeschichtlicher Zeitstellung.                                        | D-4-6235-0057 |      |

### Gemarkung Körbeldorf
| Lage                  | Objekt | Akten-Nr.     | Bild |
| --------------------- | --- | ------------- | ---- |
| Körbeldorf (Standort) | Höhle mit Funden der Hallstatt- und der frühen Latènezeit.                                                                                      | D-4-6234-0052 |      |
| Körbeldorf (Standort) | Verhüttungsplatz der Eisenzeit, frühgeschichtlicher Zeitstellung oder des Mittelalters.                                                         | D-4-6234-0053 |      |
| Körbeldorf (Standort) | Untertägige Teile der hoch- und spätmittelalterlichen Burgruine Hollenberg mit vorgelagertem Wall und Graben.                                   | D-4-6234-0054 |      |
| Körbeldorf (Standort) | Siedlung der Urnenfelder- und Hallstattzeit sowie Wüstung des Mittelalters.                                                                     | D-4-6234-0156 |      |
| Körbeldorf (Standort) | Mittelalterliche Wüstung Pirckenreuth mit um 1920 teilweise rekonstruierter Kapelle.                                                            | D-4-6234-0193 |      |
| Körbeldorf (Standort) | Mittelalterlicher Vorgängerbau sowie Befunde der frühen Neuzeit im Bereich der abgegangenen Katholischen St. Laurentius-Kapelle von Körbeldorf. | D-4-6234-0204 |      |
| Körbeldorf (Standort) | Höhle mit Funden des Paläolithikums. | D-4-6235-0013 |      |

### Gemarkung Pegnitz
| Lage               | Objekt | Akten-Nr.     | Bild |
| ------------------ | --- | ------------- | ---- |
| Pegnitz (Standort) | Mittelalterlicher Burgstall. | D-4-6235-0010 |      |
| Pegnitz (Standort) | Abgegangene spätmittelalterliche und frühneuzeitliche Stadtbefestigung von Pegnitz.                                                              | D-4-6235-0018 |      |
| Pegnitz (Standort) | Befunde des späten Mittelalters und der frühen Neuzeit im Bereich der befestigten Kernstadt von Pegnitz.                                         | D-4-6235-0019 |      |
| Pegnitz (Standort) | Befunde des Mittelalters und der frühen Neuzeit im Bereich der Evangelisch-Lutherischen Friedhofskirche St. Ägidius von Pegnitz-Altstadt.        | D-4-6235-0020 |      |
| Pegnitz (Standort) | Mittelalterliche und frühneuzeitliche Befunde im Bereich von Pegnitz-Altstadt.                                                                   | D-4-6235-0021 |      |
| Pegnitz (Standort) | Vorgängerbauten sowie Befunde der frühen Neuzeit im Bereich der neuzeitlichen Evangelisch-Lutherischen Pfarrkirche St. Bartholomäus von Pegnitz. | D-4-6235-0054 |      |

### Gemarkung Trockau
| Lage               | Objekt | Akten-Nr.     | Bild |
| ------------------ | --- | ------------- | ---- |
| Trockau (Standort) | Vorgängerburg sowie Befunde des Mittelalters und der frühen Neuzeit im Bereich von Schloss Trockau.                | D-4-6134-0164 |      |
| Trockau (Standort) | Befunde des Mittelalters und der frühen Neuzeit im Bereich der Katholischen Schlosskapelle St. Oswald von Trockau. | D-4-6134-0165 |      |

### Gemarkung Troschenreuth
| Lage                     | Objekt | Akten-Nr.     | Bild |
| ------------------------ | --- | ------------- | ---- |
| Troschenreuth (Standort) | Befunde des Mittelalters und der frühen Neuzeit im Bereich der abgegangenen Katholischen Pfarrkirche von Troschenreuth. | D-4-6235-0040 |      |

### Gemarkung Veldensteinerforst
| Lage                          | Objekt                                                                                     | Akten-Nr.     | Bild |
| ----------------------------- | ------------------------------------------------------------------------------------------ | ------------- | ---- |
| Veldensteinerforst (Standort) | Streckenabschnitt der mittelalterlichen bis frühneuzeitlichen Altstraße Sächsische Straße. | D-4-6234-0255 |      |